# 선택규칙
선택규칙(選擇規則, 영어: selection rule 셀렉션 룰[*])은 양자역학에서 특정한 꼴의 전이를 막는 규칙이다. 스핀-궤도 상호작용, 각운동량 결합 같은 일 때문에 완전히 금지되지는 않고 인광처럼 느리게 일어난다.

## 같이 보기
- 양자 조화 진동자
- 스핀 금지 반응
- 금지선
- 계간 교차(Intersystem crossing, ISC)